# Boufféré
Boufféré és un municipi francès situat al departament de Vendée i a la regió de País del Loira. L'any 2007 tenia 2.528 habitants.

## Demografia

### Població
El 2007 la població de fet de Boufféré era de 2.528 persones. Hi havia 925 famílies de les quals 162 eren unipersonals (66 homes vivint sols i 96 dones vivint soles), 262 parelles sense fills, 439 parelles amb fills i 62 famílies monoparentals amb fills.
La població ha evolucionat segons el següent gràfic:
Habitants censats

### Habitatges
El 2007 hi havia 962 habitatges, 928 eren l'habitatge principal de la família, 3 eren segones residències i 31 estaven desocupats. 936 eren cases i 20 eren apartaments. Dels 928 habitatges principals, 667 estaven ocupats pels seus propietaris, 240 estaven llogats i ocupats pels llogaters i 21 estaven cedits a títol gratuït; 9 tenien una cambra, 21 en tenien dues, 74 en tenien tres, 257 en tenien quatre i 567 en tenien cinc o més. 811 habitatges disposaven pel capbaix d'una plaça de pàrquing. A 340 habitatges hi havia un automòbil i a 546 n'hi havia dos o més.

### Piràmide de població
La piràmide de població per edats i sexe el 2009 era:
| Homes | Edats   | Dones |
| ----- | ------- | ----- |
| 0     | 95 o +  | 0     |
| 1     | 90 a 94 | 1     |
| 0     | 85 a 89 | 1     |
| 14    | 80 a 84 | 5     |
| 15    | 75 a 79 | 27    |
| 26    | 70 a 74 | 15    |
| 26    | 65 a 69 | 49    |
| 31    | 60 a 64 | 23    |
| 20    | 55 a 59 | 17    |
| 75    | 50 a 54 | 64    |
| 63    | 45 a 49 | 62    |
| 56    | 40 a 44 | 51    |
| 90    | 35 a 39 | 81    |
| 106   | 30 a 34 | 89    |
| 57    | 25 a 29 | 72    |
| 60    | 20 a 24 | 35    |
| 57    | 15 a 19 | 62    |
| 84    | 10 a 14 | 53    |
| 80    | 5 a 9   | 87    |
| 64    | 0 a 4   | 67    |

## Economia
El 2007 la població en edat de treballar era de 1.674 persones, 1.354 eren actives i 320 eren inactives. De les 1.354 persones actives 1.293 estaven ocupades (708 homes i 585 dones) i 60 estaven aturades (15 homes i 45 dones). De les 320 persones inactives 130 estaven jubilades, 116 estaven estudiant i 74 estaven classificades com a «altres inactius».

### Ingressos
El 2009 a Boufféré hi havia 1.032 unitats fiscals que integraven 2.838 persones, la mediana anual d'ingressos fiscals per persona era de 19.076 €.

### Activitats econòmiques
Dels 157 establiments que hi havia el 2007, 1 era d'una empresa extractiva, 5 d'empreses alimentàries, 1 d'una empresa de fabricació d'elements pel transport, 18 d'empreses de fabricació d'altres productes industrials, 19 d'empreses de construcció, 42 d'empreses de comerç i reparació d'automòbils, 8 d'empreses de transport, 6 d'empreses d'hostatgeria i restauració, 4 d'empreses d'informació i comunicació, 8 d'empreses financeres, 3 d'empreses immobiliàries, 21 d'empreses de serveis, 8 d'entitats de l'administració pública i 13 d'empreses classificades com a «altres activitats de serveis».
Dels 30 establiments de servei als particulars que hi havia el 2009, 4 eren tallers de reparació d'automòbils i de material agrícola, 3 paletes, 5 guixaires pintors, 1 fusteria, 3 lampisteries, 1 empresa de construcció, 4 perruqueries, 2 veterinaris, 1 agència de treball temporal, 4 restaurants, 1 tintoreria i 1 saló de bellesa.
Dels 10 establiments comercials que hi havia el 2009, 1 era un supermercat, 1 una botiga de més de 120 m², 1 una fleca, 1 una botiga de roba, 1 una botiga d'equipament de la llar, 1 una botiga de mobles, 1 una botiga de material esportiu, 1 una perfumeria i 2 floristeries.
L'any 2000 a Boufféré hi havia 22 explotacions agrícoles que ocupaven un total de 901 hectàrees.

## Equipaments sanitaris i escolars
L'únic equipament sanitari que hi havia el 2009 era una farmàcia.
El 2009 hi havia 2 escoles elementals.

## Poblacions més properes
El següent diagrama mostra les poblacions més properes.